# Erythroxylum sinense
Erythroxylum sinense là một loài thực vật có hoa trong họ Erythroxylaceae. Loài này được Y.C.Wu mô tả khoa học đầu tiên năm 1940.